# Dnevi komedije 2022
30. festival Dnevi komedije je potekal od 15. do 26. marca 2022 v Slovenskem ljudskem gledališču Celje. Devet tekmovalnih predstav je izbrala selektorica Tatjana Doma. Komisija za žlahtno komedijsko pero je odločila, da nagrade ne podeli.

## Strokovna žirija
- Tina Mahkota, prevajalka
- Kaja Novosel, dramaturginja in kritičarka
- Peter Petkovšek, gledališki režiser

## Tekmovalni program
| Datum  | Naslov predstave              | Avtor/ji                            | Gledališče                                         | Režija          | Ocena                  | Komedijant/-ka večera     |
| ------ | ----------------------------- | ----------------------------------- | -------------------------------------------------- | --------------- | ---------------------- | ------------------------- |
| 15. 3. | Bodi gledališče!              | Branko Završan in ansambel          | SLG Celje                                          | Ivana Djilas    | Odpadla zaradi bolezni | Odpadla zaradi bolezni    |
| 16. 3. | Nova rasa                     | Matjaž Zupančič                     | SNG Drama Ljubljana                                | Matjaž Zupančič | 4,4412                 | Jurij Zrnec               |
| 17. 3. | Čudovita                      | Jure Karas                          | Slovensko stalno gledališče Trst, SiTi Teater BTC  | Tijana Zinajić  | Odpadla zaradi bolezni | Odpadla zaradi bolezni    |
| 19. 3. | Paloma                        | Brina Klampfer, Kaja Blazinšek      | Slovensko mladinsko gledališče, AGRFT, društvo KUD | Brina Klampfer  | 4,4870                 | Tamara Avguštin           |
| 21. 3. | Pojedina pri Trimalhionu      | Po motivih Petronijevega Satirikona | Slovensko mladinsko gledališče                     | Bojana Lazić    | 3,7593                 | Ivo Godnič in Matej Recer |
| 22. 3. | Pošta                         | Rok Vilčnik rokgre                  | Drama SNG Maribor                                  | Juš A. Zidar    | 3,1325                 | Žan Koprivnik             |
| 23. 3. | Škorpijon                     | Véronique Olmi                      | SNG Drama Ljubljana                                | Nina Šorak      | 4,4535                 | Saša Pavček               |
| 24. 3. | Slamnik                       | Eugène Labiche                      | Mestno gledališče ljubljansko                      | Diego de Brea   | 4,1892                 | Uroš Smolej               |
| 25. 3. | Kozlovska sodba v Višnji gori | Josip Jurčič                        | SLG Celje                                          | Luka Mercen     | 4,5378                 | Barbara Medvešček         |

## Nagrada
| Žlahtni komedijant                     | Žlahtna komedijantka                   | Žlahtni režiser                        | Žlahtna komedija po izboru komisije | Žlahtna komedija po izboru občinstva |                 |              |        |                               |
| -------------------------------------- | -------------------------------------- | -------------------------------------- | ----------------------------------- | ------------------------------------ | --------------- | ------------ | ------ | ----------------------------- |
| Žlahtni komedijant                     | Žlahtna komedijantka                   | Žlahtni režiser                        | Žlahtna komedija po izboru komisije | Stane Tomazin                        | Tamara Avguštin | Juš A. Zidar | Paloma | Kozlovska sodba v Višnji Gori |
| Paloma, Slovensko mladinsko gledališče | Paloma, Slovensko mladinsko gledališče | Paloma, Slovensko mladinsko gledališče | Slovensko mladinsko gledališče      | SLG Celje                            |                 |              |        |                               |